# Doubravice nad Svitavou
Doubravice nad Svitavou é uma comuna checa localizada na região de Morávia do Sul, distrito de Blansko.